# António Paula
Pour les articles homonymes, voir Paula.
António Paula, de son nom complet António Manuel Louro de Paula est un footballeur portugais né le 14 août 1937 à Vila Nova de Gaia. Il évoluait au poste de défenseur central.

## Biographie

### En club
António Paula commence sa carrière sénior en 1957 au sein du CD Candal évoluant en divisions inférieures.
Il rejoint le FC Porto en 1959 et découvre la première division portugaise,,.
António Paula est notamment finaliste de la Coupe du Portugal en 1964, finale perdue contre Benfica,.
En 1966, il rejoint le Benfica Lisbonne. Son passage est mitigé chez les Aigles : il ne dispute que des matchs de Coupe du Portugal et n'est pas sacré Champion du Portugal lors de la saison 1966-1967,,.
Après une dernière saison avec l'Atlético CP, il raccroche les crampons en 1969,,.
Il dispute un total de 122 matchs pour un but marqué en première division portugaise,. Au sein des compétitions européennes, il dispute deux matchs en Coupe des vainqueurs de coupe et trois matchs en Coupe des villes de foires pour aucun but marqué.

### En équipe nationale
International portugais, il reçoit une unique sélection en équipe du Portugal le 23 janvier 1963 dans le cadre des qualifications pour l'Euro 1964 contre la Bulgarie (défaite 0-1 à Rome).